# Клементи, Мануэл
Мануэл Жозе Макариу ду Нашсименту Клементи (порт. Manuel José Macário do Nascimento Clemente; род. 16 июля 1948 года, Торриш-Ведраш, Португалия) — португальский кардинал. Титулярный епископ Пиньела и вспомогательный епископ Лиссабона с 6 ноября 1999 по 22 февраля 2007 года. Епископ Порту с 22 февраля 2007 по 18 мая 2013 года. Семнадцатый Патриарх Лиссабона с 18 мая 2013 по 10 августа 2023. Вице-председатель, а затем Председатель Португальской епископской конференции с 2011 по 2017 годы. Кардинал-священник с титулом церкви Сант-Антонио-ин-Кампо-Марцио с 14 февраля 2015 года.

## Образование
Учился в Лиссабонском университете на факультете литературы. Получил степень лиценциата истории и поступил в Высшую семинарию Гровс в 1973 году. В 1979 году окончил Теологическое отделение Португальского католического университета. Получил докторскую степень в области исторического богословия в 1992 году. С 1975 года преподает историю Церкви в Португальском католическом университете.

## Священство
Рукоположен в священники 29 июня 1979 года. Служил в приходе Торрес Ведрас и Руна, в то время он был членом группы по организации Высшей семинарии в Оливайш с 1980 по 1989 год, был проректором с 1989 года в течение 8 лет, а затем ректором с 1997 года.

## Епископское служение
Назначен епископом 6 ноября 1999 года. Он был вспомогательным епископом Лиссабонского Патриархата с титулом Пиньела. Его епископское посвящение состоялось 22 января 2000 года. Позже, 22 февраля 2007 года, он был назначен епископом Порту, а затем 18 мая 2013 года стал 17-м Патриархом Лиссабонским. Становится президентом Португальской епископской конференции с 19 июня 2013 года и членом Папского совета по массовым коммуникациям с 2011 года.

## Кардинал
Возведён в кардиналы Папой Франциском на Консистории от 14 февраля 2015 года.
10 августа 2023 года Папа Франциск принял отставку кардинала Клементи с поста патриарха Лиссабона по достижению соответствующего возраста и назначил его преемником военного ординария Португалии Руя Мануэла Соуза Валериу.